# Neil A. Armstrong Flight Research Center
Koordinaten: 34° 57′ 2″ N, 117° 53′ 12″ W

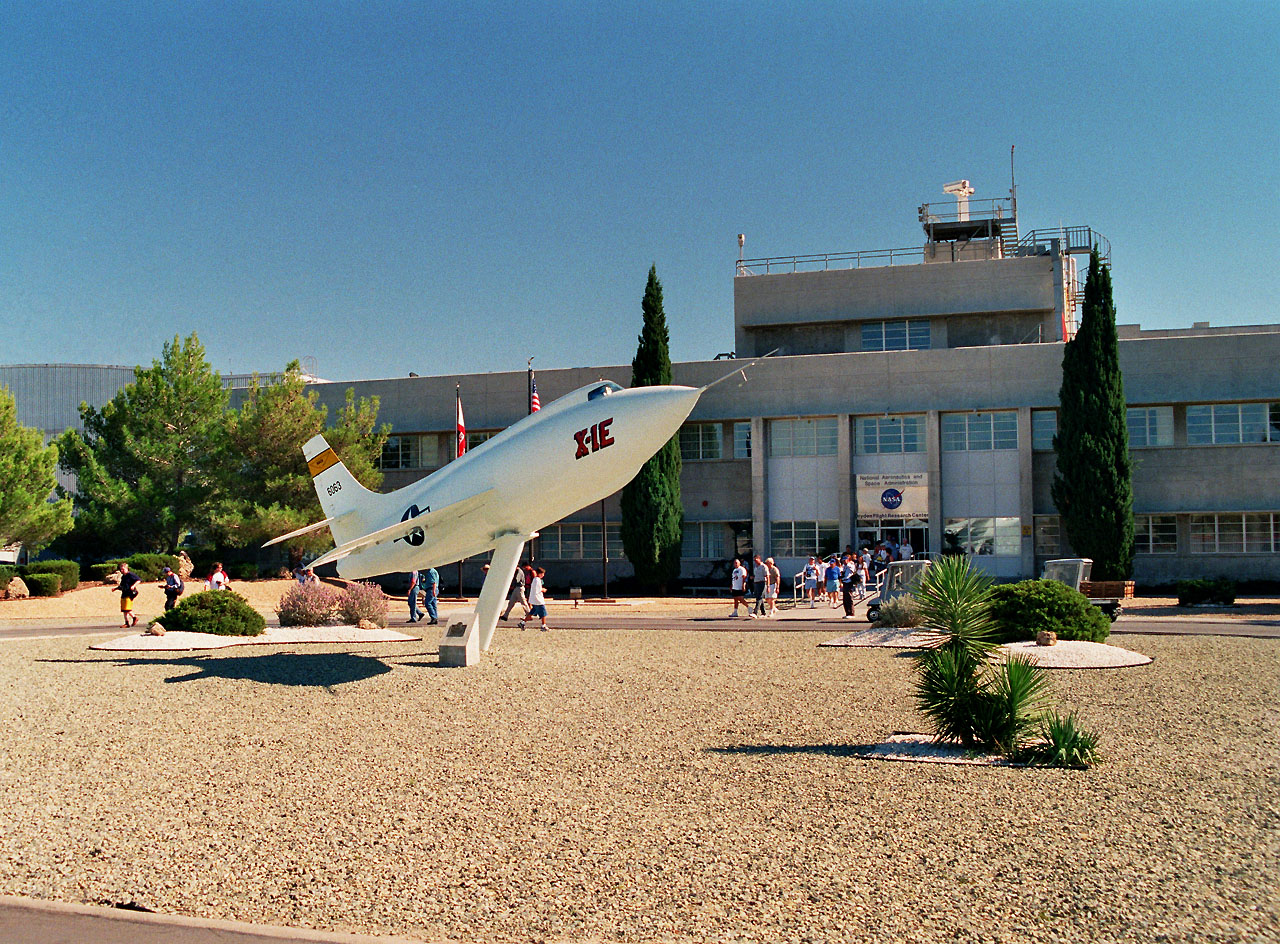
Bell X1-E vor dem Haupteingang des AFRC

Das Neil A. Armstrong Flight Research Center (vorm. Dryden Flight Research Center) ist eine Einrichtung der NASA in der Mojave-Wüste auf dem Gelände der Edwards Air Force Base, nahe Lancaster (Kalifornien). Hier werden technologische Neuerungen im Flugzeugbau getestet und weiterentwickelt. Die Abkürzung des Namens der Institution lautet AFRC.
Die ersten fünf NACA-Ingenieure trafen unter der Führung von Walt Williams am 30. September 1946 auf dem Muroc Army Airfield, der heutigen Edwards Air Force Base, ein, um im Rahmen der Kooperation zwischen der US-Luftwaffe und der NACA Überschalltestflüge vorzubereiten.

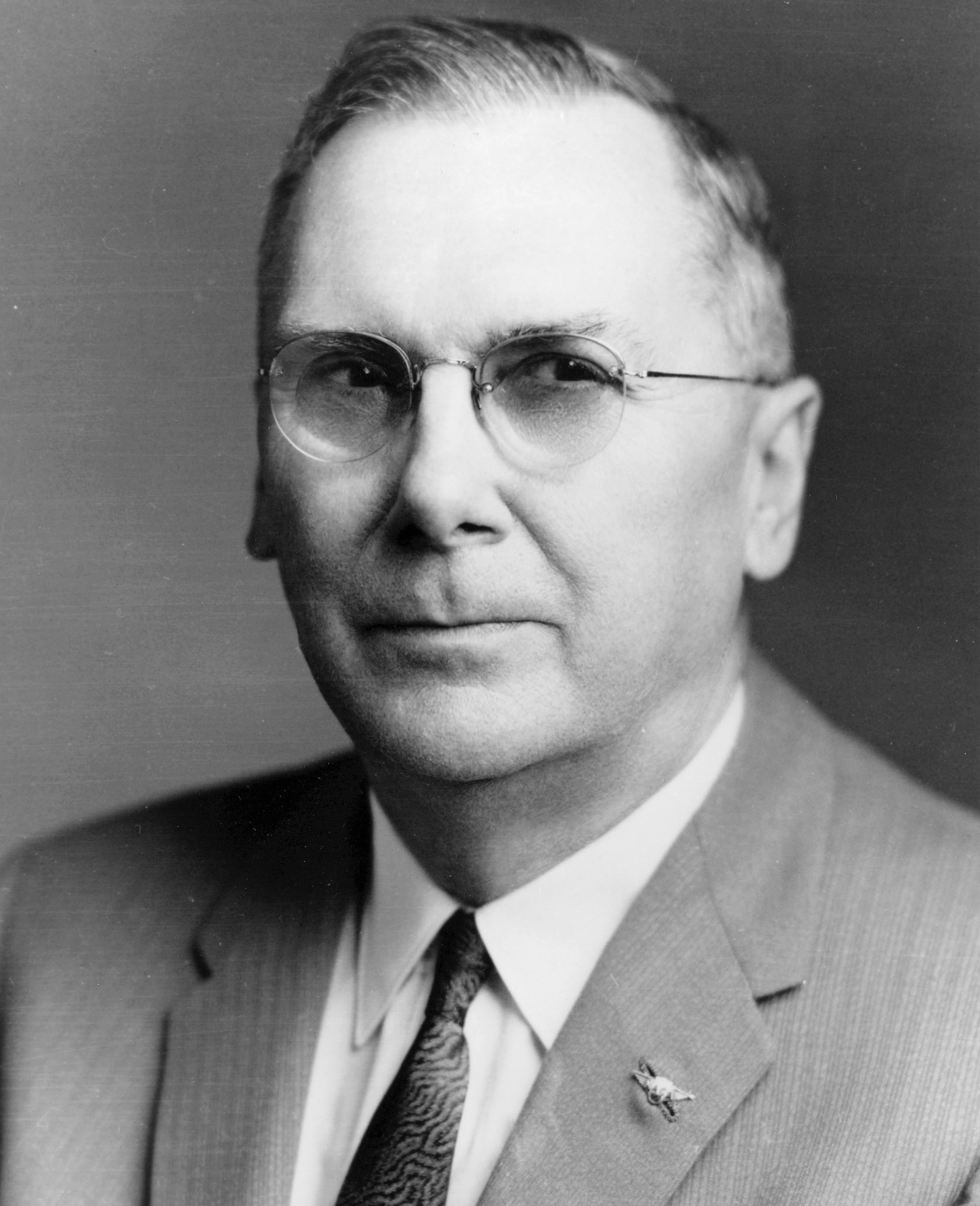
Dr. Hugh L. Dryden

Die Benennung der NACA-Station in High-Speed Flight Research Station (HSFRS) erfolgte am 14. November 1949. Dies ist der eigentliche Gründungstag des heutigen AFRC. Mitte 1954 wurde der Name auf High-Speed Flight Station (HSFS) verkürzt. Nach dem Übergang der NACA in die 1958 gegründete NASA wurde das Center am 27. September 1959 in NASA Flight Research Center umbenannt. Zu diesem Zeitpunkt waren dort 340 Menschen beschäftigt. Die abschließende Umbenennung in Dryden Flight Research Center zu Ehren des langjährigen NACA-Direktors Hugh L. Dryden fand am 26. März 1976 statt. Zu diesem Zeitpunkt waren dort 560 Menschen beschäftigt. Am 16. Januar 2014 unterzeichnete US-Präsident Barack Obama das Gesetz zur Umbenennung des Forschungszentrums in Neil A. Armstrong Flight Research Center, zu Ehren des Astronauten Neil A. Armstrong, die am 1. März 2014 vollzogen wurde. Armstrong war von 1955 bis 1962 hier als Testpilot tätig. Der westliche Teil des Testgebietes (Western Aeronautical Test Range) erhielt in diesem Zusammenhang den Namen NASA Hugh L. Dryden Aeronautical Test Range.
Weitere Forschungszentren der NASA sind das Ames Research Center, das Glenn Research Center und das Langley Research Center.

## Meilensteine
- Der Testpilot Chalmers Goodlin absolvierte am 9. Dezember 1946 den ersten raketengetriebenen Testflug mit der Bell X-1. Am 20. August 1947 wurde mit der D-558-I Skystreak (Douglas Aircraft Company) der erste Geschwindigkeitsweltrekord mit 1.030,87 km/h aufgestellt. Der erste Überschallflug konnte von Chuck Yeager mit einer Bell XS-1 am 14. Oktober 1947 durchgeführt werden.
- Die doppelte Schallgeschwindigkeit konnte Scott Crossfield am 20. November 1953 mit einer raketengetriebenen D-558-II Skyrocket erreichen.
- Anfang des Jahres 1962 begannen die Testflüge für das Paragleiter-Landeprogramm des Gemini-Programms. Nach diversen Rückschlägen gelangen in der Endphase des Programms einige vollständige Landungen. Zu diesem Zeitpunkt hatte sich die NASA jedoch bereits für Wasserlandungen bei Gemini entschieden.

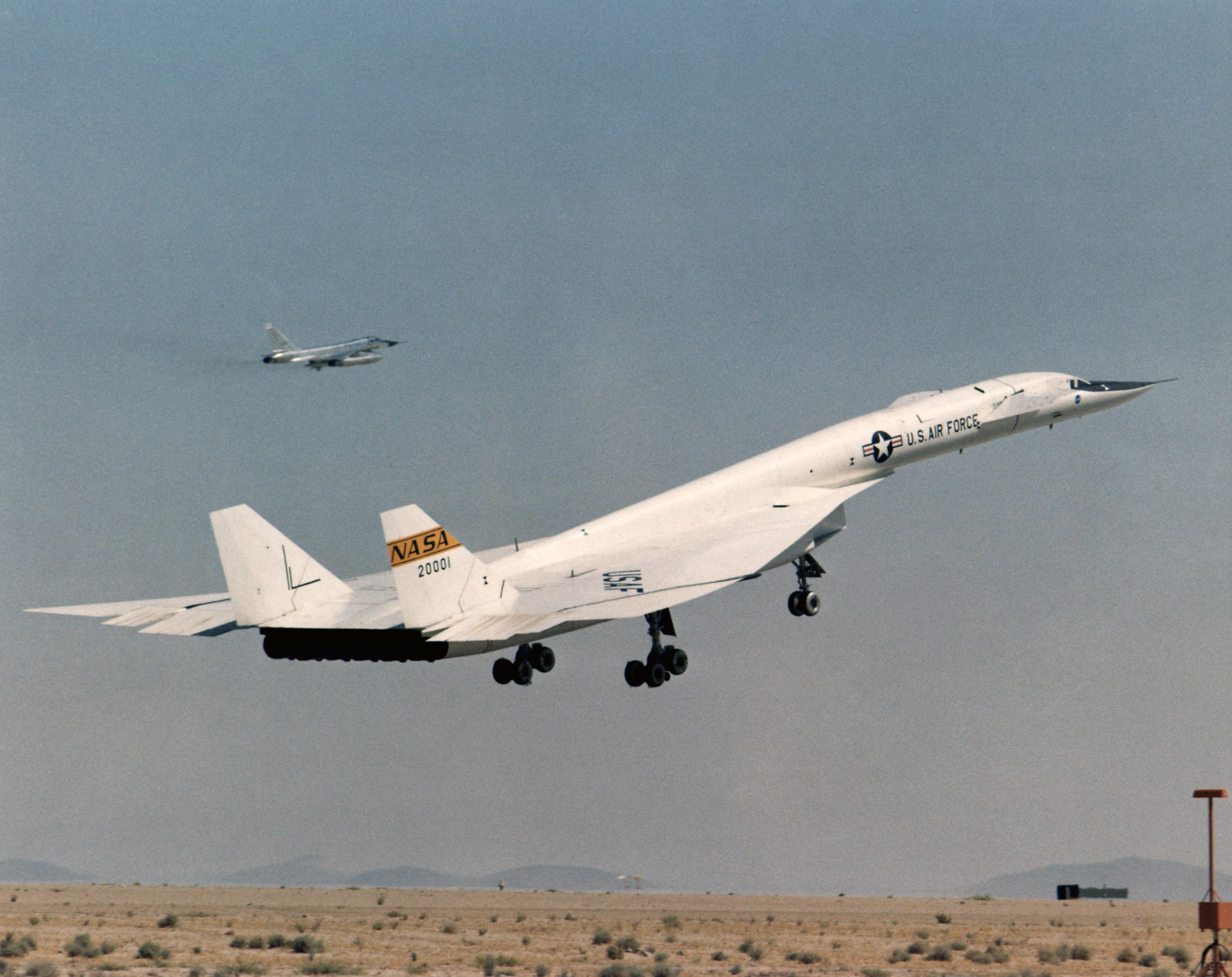
XB-70 Valkyrie

- Auch das Lunar Landing Research Vehicle (LLRV), bekannt unter dem Spitznamen „Das fliegende Bettgestell“, wurde hier getestet, um die Astronauten des Apollo-Programms auf die Mondlandung vorzubereiten. Der Testpilot Joe Walker flog das Landegestell am 30. Oktober 1964 das erste Mal.
- Am 65. Jubiläumstag des Fluges der Gebrüder Wright, dem 17. Dezember 1968, erreichten Fitz Fulton und Ted Sturmthal beim letzten Flug mit der XB-70 Mach 2,53. Es wurden präzise Daten über den Überschallknall und die Flugdynamik eines großen Überschallflugzeugs gesammelt.

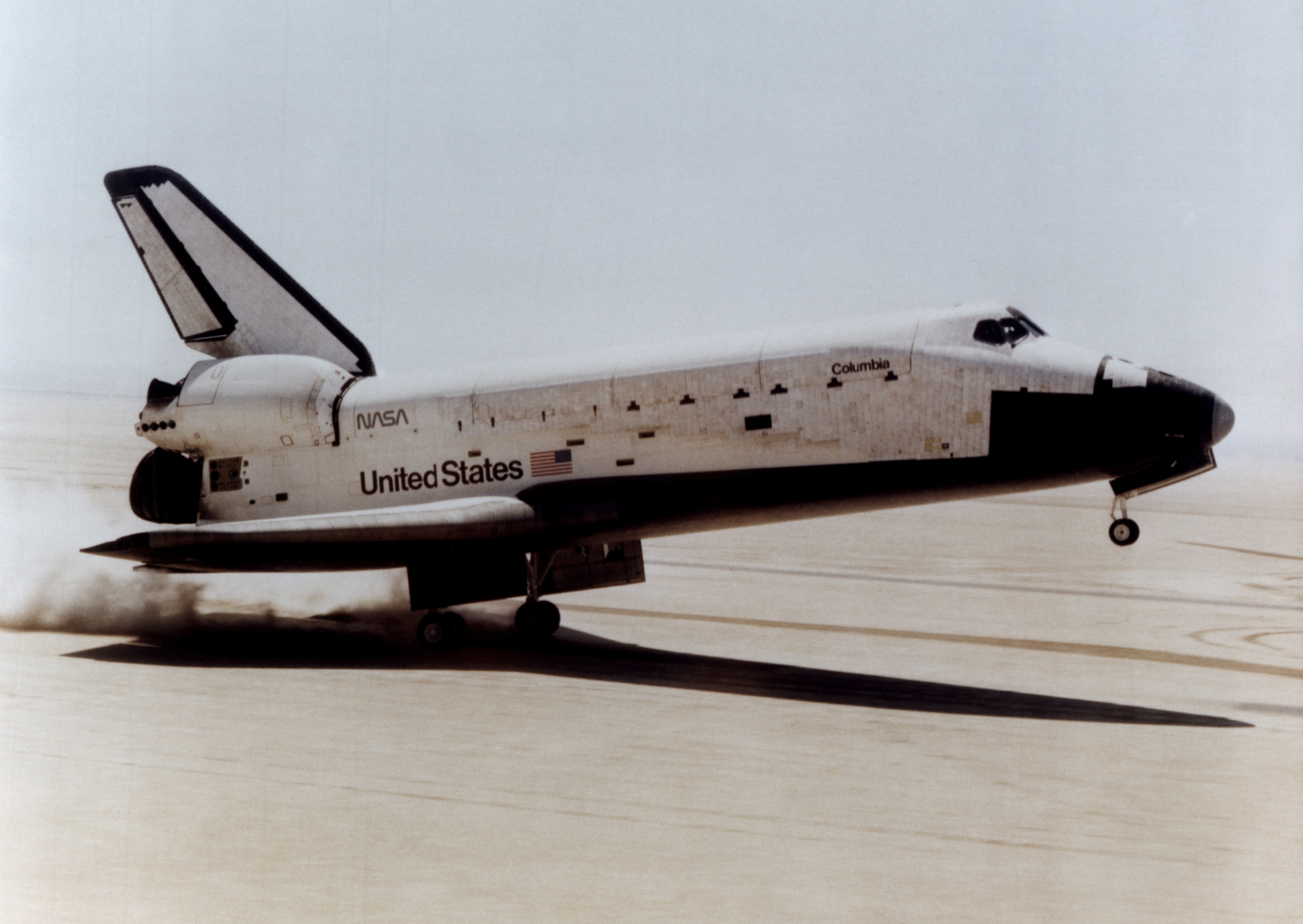
Landung des Space Shuttle Columbia nach der Mission STS-1

- Die erfolgreichen Gleit- und Landetests des Versuchs-Shuttles Enterprise, die vom Januar bis Oktober 1977 durchgeführt wurden, waren wichtige Meilensteine auf dem Weg zum erfolgreichen Einsatz der Space Shuttles der NASA. Als am 14. April 1981 die Raumfähre Columbia nach ihrem erfolgreichen Jungfernflug (STS-1) auf dem Gelände der Edwards Air Force Base landete, schauten von dort 320.000 Menschen zu. Das DFRC hatte 20.000 geladene Zuschauer. Von der frei zugänglichen Ostseite sahen noch einmal rund 300.000 Menschen zu. Die größte öffentliche Menschenmenge war allerdings bei der vierten Shuttle-Landung am 4. Juli 1982 anwesend, bei der fast 500.000 Menschen zusahen. Auf dem DFRC-Gelände befanden sich noch einmal 45.000 Gäste, darunter der damalige US-Präsident Ronald Reagan.

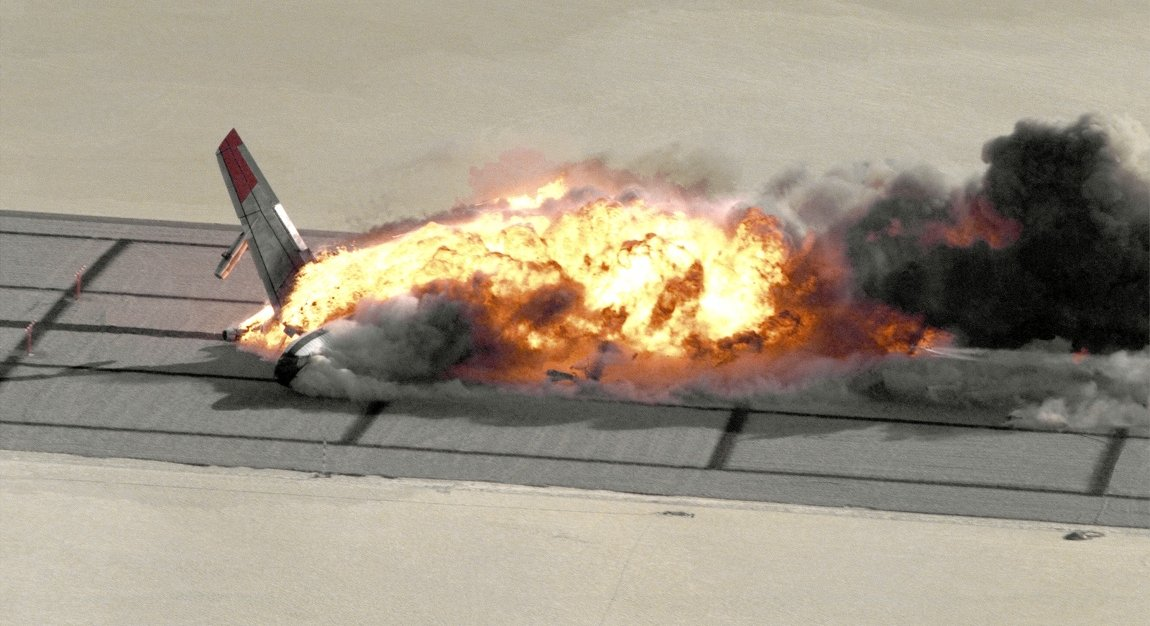
Die brennende Boeing 720 nach dem ferngesteuerten Absturz

- Das spektakuläre Video eines kontrollierten Absturzes einer ferngesteuerten Boeing 720 zur Demonstration eines neuen unentzündbaren Treibstoffzusatzes wurde am 1. Dezember 1984 gedreht. Es erregte weltweites Aufsehen, da trotz der Vorhersagen die Maschine in Flammen aufging.
- Das Pegasus-Trägersystem wurde erstmals am 5. April 1990 von einer B-52 aus gestartet und brachte eine kommerzielle Nutzlast in einen 515 Kilometer hohen Erdorbit.
- Die letzte geplante Shuttle-Landung am DFRC fand am 1. November 1993 statt, als die Columbia zum Ende der Mission STS-58 vor 35.000 Zuschauern und zusätzlichen 5.000 geladenen Gästen auf der Landebahn des Salzsees aufsetzte.
- Das Solarflugzeug Pathfinder des DFRC erreichte in den 1990er Jahren mehrere neue Höhenweltrekorde für solarangetriebene Luftfahrzeuge. Der Nachfolger Helios setzte 2001 mit einer erreichten Höhe von 29.524 Metern einen neuen Maßstab.
- Die Boeing X-43A, ein unbemanntes Überschall-Forschungsmodell mit einem sogenannten Scramjet-Antrieb, flog am 16. November 2004 mit einer Geschwindigkeit von Mach 9,8 einen neuen Weltrekord.

## Siehe auch

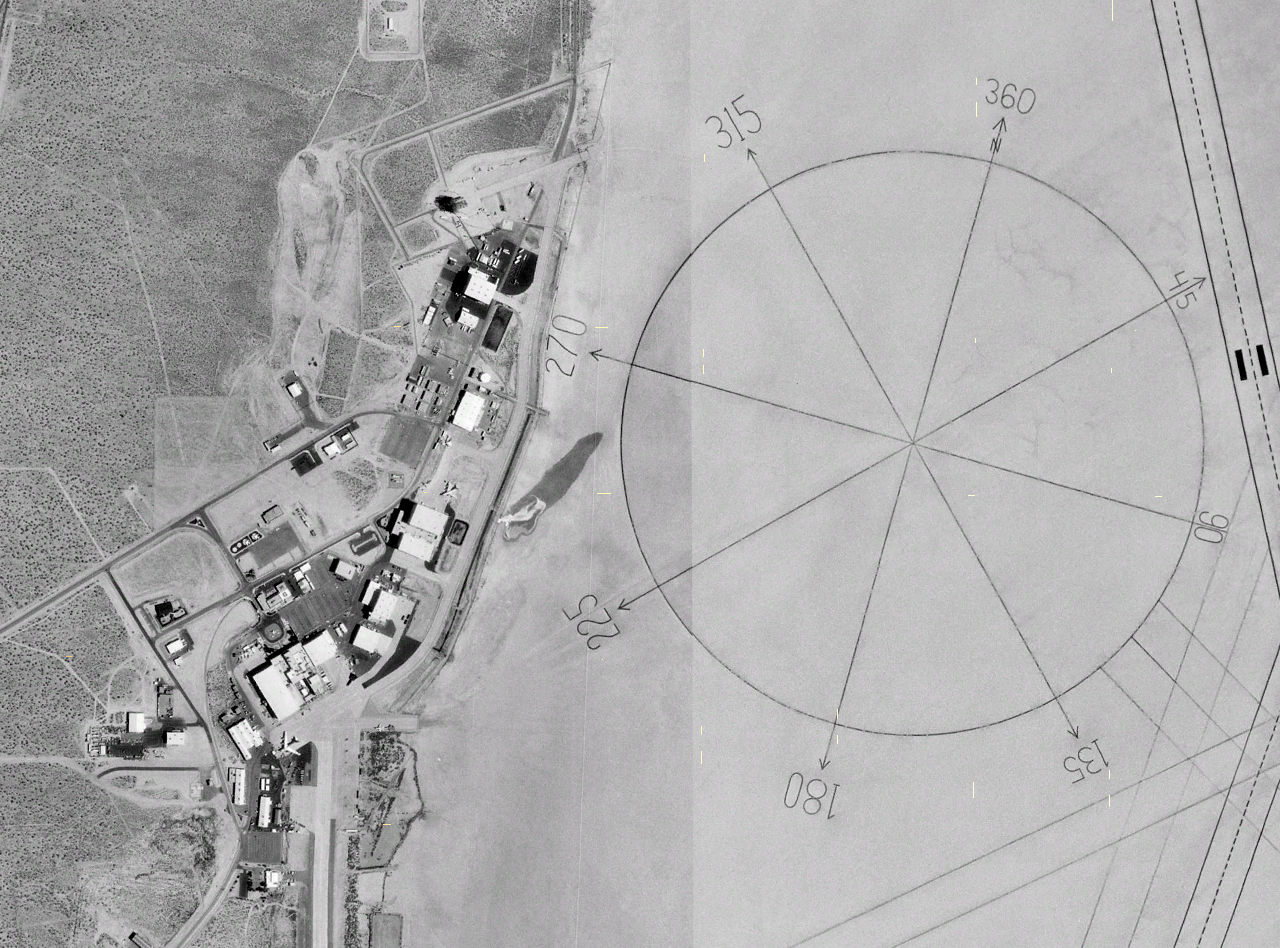
Satellitenfoto